# Атлетика на Летњим олимпијским играма 2012 — 400 метара препоне за жене
Трка на 400 метара са препонама за жене, је једна од 47 дисциплина атлетског програма на Летњим олимпијским играма 2012. у Лондону, Уједињено Краљевство. Такмичење је одржано од 5. до 8. августа на Олимпијском стадиону.
Постугнут је 1 најбољи светски резултат сезоне, 3 национална и 6 личних рекорда, док је 15 такмичарки поставило најбољи лични резултат сезоне.

## Земље учеснице
Учествовалa su 43 такмичарке, из 34 земље.
1. Аустралија (1)
2. Белгија (1)
3. Бразил (1)
4. Бугарска (1)
5. Данска (1)
6. Еквадор (1)
7. Јамајка (3)
8. Јапан (1)
9. Казахстан (1)
10. Канада (1)
11. Кенија (1)
12. Кина (1)
13. Колумбија (1)
14. Костарика (1)
15. Либерија (1)
16. Литванија (1)
17. Малезија (1)
18. Мароко (1)
19. Нигерија (1)
20. Пољска (1)
21. Португалија (1)
22. Румунија (1)
23. Русија (3)
24. Сједињене Америчке Државе (3)
25. Сирија (1)
26. Тринидад и Тобаго (1)
27. Турска (1)
28. Узбекистан (1)
29. Уједињено Краљевство (2)
30. Украјина (2)
31. Уругвај (1)
32. Хрватска (1)
33. Чешка (2)
34. Шри Ланка (1)

## Систем такмичења
Такмичње у овој дисциплини се одржавало три дана. Првог дана у квалификацијама су учествовали све такмичарке које су постигле квалификационе норме. Такмичарке су били подељене у пет група, а најбољих 16 су се пласирале у полуфинале од којих 8 отишло је у финале.

## Рекорди пре почетка такмичења
| Светски рекорд                    | 52,34 | Јулија Печонкина · Русија | Тула, Русија                 | 8. август 2003.  |
| Олимпијски рекорд                 | 52,64 | Мелејн Вокер · Јамајка    | Пекинг, Кина                 | 20. август 2008. |
| Најбољи светски резултат сезоне   | 53,40 | Наталија Антјух · Русија  | Чебоксари, Русија            | 4. јул 2012      |
| Рекорди после завршетка такмичења |       |                           |                              |                  |
| Најбољи светски резултат сезоне   | 52,70 | Наталија Антјух · Русија  | Лондон, Уједињено Краљевство | 8. август 2012.  |

### Најбољи резултати у 2012. години
Десет најбољих такмичара у трчању на 400 метара са препонама 2012. године пре првенства (19. јула 2012), имали су следећи пласман.
| 1.  | Наталија Антјух, Русија             | 53,40 | 4. јул  |
| 2.  | Ирина Давидова, Русија              | 53,77 | 29. јун |
| 3.  | Пери Шејкс Дрејтон Велика Британија | 53,77 | 13. јул |
| 4.  | Лашинда Димас Сједињене Државе      | 53,98 | 1. јул  |
| 5.  | Вања Стамболова Бугарска            | 54,04 | 20. мај |
| 6.  | Дениса Росолова Чешка               | 54,24 | 29. јун |
| 7.  | Џорџен Молин Сједињене Државе       | 54,33 | 1. јул  |
| 8.  | Хана Јарушчук Украјина              | 54,35 | 29. јун |
| 9.  | Калис Спенсер Јамајка               | 54,39 | 31. мај |
| 10. | Зузана Хејнова Чешка                | 54,43 | 11. јун |

Такмичарке чија су имена подебљана учествују на ЛОИ.

## Сатница
| Сатум                     | Време | Ниво          |
| ------------------------- | ----- | ------------- |
| Недеља 5. август, 2012    | 19:00 | Квалификакије |
| Понедељак 6. август, 2012 | 20:15 | Полуфинале    |
| Среда, 8. август 2012     | 20:45 | Финале        |

## Победници
|                          |                                           |                        |
| Наталија Антјух · Русија | Лашинда Димас · Сједињене Америчке Државе | Зузана Хејнова · Чешка |

## Резултати

### Квалификације
У полуфинале су се пласирале прве 4 из 5 квалификационих група (КВ) и четири према постигнутом резултасту (кв)
| Место | Група | Атлетичарка              | Земља                     | Резултат | Белешка   |
| ----- | ----- | ------------------------ | ------------------------- | -------- | --------- |
| 1.    | 2     | Наталија Антјух          | Русија                    | 53,90    | КВ        |
| 2.    | 1     | Зузана Хејнова           | Чешка                     | 53,96    | КВ, ЛРС   |
| 3.    | 2     | Калис Спенсер            | Јамајка                   | 54,02    | КВ        |
| 4.    | 4     | Џорџен Молин             | Сједињене Америчке Државе | 54,31    | КВ, ЛР    |
| 5.    | 3     | Лашинда Димас            | Сједињене Америчке Државе | 54,60    | КВ        |
| 6.    | 5     | Пери Шејкс Дрејтон       | Уједињено Краљевство      | 54,62    | КВ        |
| 7.    | 1     | T'erea Brown             | Сједињене Америчке Државе | 54,72    | КВ, ЛР    |
| 8.    | 5     | Мелејн Вокер             | Јамајка                   | 54,78    | КВ        |
| 9.    | 5     | Хана Јарошчук            | Украјина                  | 54,81    | КВ        |
| 10.   | 2     | Muizat Ajoke Odumosu     | Нигерија                  | 54,93    | КВ        |
| 11.   | 3     | Хана Титимец             | Украјина                  | 55,08    | КВ        |
| 12    | 3     | Вера Барбоза             | Португалија               | 55,22    | КВ, НР    |
| 13.   | 3     | Јелена Чуракова          | Русија                    | 55,26    | КВ        |
| 14.   | 3     | Дениса Росолова          | Чешка                     | 55,42    | кв        |
| 15.   | 2     | Ана Јесјењ               | Пољска                    | 55,44    | КВ, ЛРС   |
| 16.   | 4     | Nickiesha Wilson         | Јамајка                   | 55,53    | КВ        |
| 17.   | 4     | Ирина Давидова           | Русија                    | 55,55    | КВ        |
| 18.   | 5     | Hayat Lambarki           | Мароко                    | 55,58    | КВ        |
| 19.   | 5     | Сатоми Кубокура          | Јапан                     | 55,85    | кв, ЛРС   |
| 20.   | 4     | Елоди Уедрого            | Белгија                   | 55,89    | КВ        |
| 21.   | 3     | Сара Петерсен            | Данска                    | 56,01    | кв        |
| 22.   | 1     | Елид Чајлд               | Уједињено Краљевство      | 56,14    | КВ        |
| 23.   | 2     | Лорен Боден              | Аустралија                | 56,27    | кв        |
| 24.   | 5     | Хуанг Сјаосјао           | Кина                      | 56,29    |           |
| 25.   | 1     | Сара Велс                | Канада                    | 56,47    | КВ        |
| 26.   | 4     | Ангела Морошану          | Румунија                  | 56,64    |           |
| 27.   | 4     | Sharolyn Scott           | Костарика                 | 57,03    |           |
| 28.   | 5     | Дебора Родригез          | Уругвај                   | 57,04    | НР        |
| 29.   | 5     | Jailma de Lima           | Бразил                    | 57,05    |           |
| 30.   | 5     | Christine Sonali Merrill | Шри Ланка                 | 57,15    | ЛРС       |
| 31.   | 4     | Janeil Bellille          | Тринидад и Тобаго         | 57,27    |           |
| 32.   | 2     | Raasin McIntosh          | Либерија                  | 57,39    |           |
| 34.   | 1     | Егле Стајшиунајте        | Литванија                 | 57,79    |           |
| 35.   | 2     | Наталија Асанова         | Узбекистан                | 58,05    |           |
| 36.   | 4     | Николина Хорват          | Хрватска                  | 58,49    |           |
| 37.   | 1     | Татјана Азарова          | Казахстан                 | 58,53    |           |
| 39.   | 2     | Noraseela Mohd Khalid    | Малезија                  | 1:00,16  |           |
| 33.   | 3     | Lucy Jaramillo           | Еквадор                   | 57,74    |           |
| 38.   | 3     | Princesa Oliveros        | Колумбија                 | 58,95    |           |
| 40.   | 1     | Maureen Jelagat Maiyo    | Кенија                    | 1:02,16  |           |
| —     | 1     | Вања Стамболова          | Бугарска                  | НЗ       |           |
| —     | 4     | Нагихан Карадере         | Турска                    | Диск.    | чл. 162.7 |
| —     | 2     | Ghfran Almouhamad        | Сирија                    | Диск.    | Допинг    |

### Полуфинале
У финале су се квалификовале прве две из 3 полуфиналне групе (КВ) и две према постигнутом резултасту (кв)
| Место | Група | Атлетичарка          | Земља                     | Ретзултат | Белешка |
| ----- | ----- | -------------------- | ------------------------- | --------- | ------- |
| 1.    | 1     | Наталија Антјух      | Русија                    | 53,33     | КВ, ЛРС |
| 2.    | 1     | Зузана Хејнова       | Чешка                     | 53,62     | КВ, ЛРС |
| 3.    | 2     | Лашинда Димас        | Сједињене Америчке Државе | 54,08     | КВ      |
| 4.    | 2     | Калис Спенсер        | Јамајка                   | 54,20     | КВ      |
| 5.    | 1     | T'erea Brown         | Сједињене Америчке Државе | 54,21     | кв, ЛР  |
| 6.    | 3     | Muizat Ajoke Odumosu | Нигерија                  | 54,40     | КВ, НР  |
| 7.    | 3     | Џорџен Молин         | Сједињене Америчке Државе | 54,74     | КВ      |
| 8.    | 3     | Дениса Росолова      | Чешка                     | 54,87     | кв      |
| 9.    | 3     | Хана Титимец         | Украјина                  | 55,10     |         |
| 10.   | 2     | Пери Шејкс Дрејтон   | Уједињено Краљевство      | 55,19     |         |
| 11.   | 4     | Елоди Уедрого        | Белгија                   | 55,20     | ЛР      |
| 12.   | 2     | Хана Јарошчук        | Украјина                  | 56,51     |         |
| 13.   | 3     | Јелена Чуракова      | Русија                    | 55,70     |         |
| 14.   | 3     | Мелејн Вокер         | Јамајка                   | 55,74     |         |
| 15.   | 2     | Nickiesha Wilson     | Јамајка                   | 55,77     |         |
| 16.   | 3     | Ирина Давидова       | Русија                    | 55,86     |         |
| 17.   | 2     | Елид Чајлд           | Уједињено Краљевство      | 56,03     |         |
| 18.   | 1     | Hayat Lambarki       | Мароко                    | 56,18     |         |
| 19.   | 2     | Сара Петерсен        | Данска                    | 56,21     |         |
| 20.   | 3     | Сатоми Кубокура      | Јапан                     | 56,25     |         |
| 21.   | 1     | Вера Барбоза         | Португалија               | 56,27     |         |
| 22.   | 2     | Ана Јесјењ           | Пољска                    | 56,28     |         |
| 23.   | 1     | Лорен Боден          | Аустралија                | 56,66     |         |
| 24.   | 2     | Сара Велс            | Канада                    | 56,71     |         |

### Финале
| Место | стаза | Атлетичарка          | Земља                     | Резултат | Белешка |
| ----- | ----- | -------------------- | ------------------------- | -------- | ------- |
|       | 5     | Natalya Antyukh      | Русија                    | 52,70    | СРС, ЛР |
|       | 7     | Лашинда Димас        | Сједињене Америчке Државе | 52,77    | ЛРС     |
|       | 4     | Зузана Хејнова       | Чешка                     | 53,38    | ЛРС     |
| 4     | 9     | Калис Спенсер        | Јамајка                   | 53,66    | КВ, ЛРС |
| 5     | 8     | Џорџен Молин         | Сједињене Америчке Државе | 53,92    | ЛР      |
| 6     | 2     | T'erea Brown         | Сједињене Америчке Државе | 55,07    |         |
| 7     | 3     | Дениса Росолова      | Чешка                     | 55,27    |         |
| 8     | 6     | Muizat Ajoke Odumosu | Нигерија                  | 55,31    |         |